# Grimaldiorden

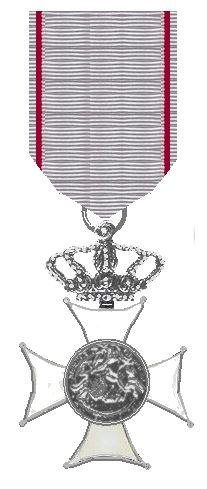
Grimaldiordens riddarkors.

Grimaldiorden (franska: Ordre des Grimaldi), är en monegaskisk order instiftad 1954 av furst Rainier III av Monaco. Den delas ut till personer som med anseende bidragit till furstendömets prestige. Då orden belönar personlig service till fursten av Monaco, tilldelas den på eget gottfinnande stormästaren, för närvarande Albert II av Monaco.